# さのまる
さのまる（ラテン文字表記：SANOMARU）は、栃木県佐野市のブランドキャラクター。ゆるキャラグランプリ2013王者。

## 概要
犬型のゆるキャラ。佐野ブランドのPRのために、佐野の特産品を身にまとった侍の姿をしており、佐野の城下町に住んでいる。笠は佐野ラーメンのお椀で出来ており、雷紋模様の代わりにローマ字表記の「SANO」がデザインされることで世界に佐野の魅力をアピールしている。また、前髪は佐野ラーメンの中太ちぢれ麺で出来ており、真ん中で分けている。剣は佐野市名物のいもフライである。
さのまるは、2012年4月20日に商標登録されている（第5487231号、第5487233号）。また、2013年9月20日に追加で商標登録されている（第5616419号）。

## プロフィール
- 名前 - さのまる
- 出身地 - 栃木県佐野市
- 性別 - おとこのこ[5]
- 身長 - いもフライの剣2本分（自称）[6]
- 誕生日 - 2011年2月25日[5]
- 性格 - やんちゃで食いしん坊[7][8]
- 趣味 - 佐野の郷土料理を味わうこと[8]。
- 特技 - さのまる音頭とダッシュをすること[7]。そのつぶらな瞳で出会ったみんなを幸せにすること[8]。
- 苦手なこと - 佐野らーめんのお椀型の笠を外されること[7]。
- 悩み - 腰に装備しているいもフライの剣をみたらし団子と間違えられること[8]。
- 好きな食べ物 - 佐野市の名産品すべて[9]
- チャームポイント - 佐野ラーメンのような[3]ステキ前髪[10]
- 秘密 - 佐野らーめんのお椀型の笠は、絶対はずさない[11]。
- 尊敬するキャラクター - ひこにゃん[8]
- 夢 - 全国を旅して、みんなと友達になること[12][8]。
- 出没地 - 全国各地

## 歴史

### 2011年
- 2月25日 - 公募により、佐野ブランドのキャラクターのデザインが決定する。
- 6月1日 - 公募により、佐野ブランドのキャラクターの名前が「さのまる」に決定する。
- 8月6日 - さの秀郷まつりで市民に初お披露目[13]。佐野駅前交流広場よりパレードが行われた。
- 10月20日 - ｢さのまる応援隊｣発会式が市内のホテルで開催された[14]。
- 11月27日 - タウンページ協賛ゆるキャラ(R)グランプリ2011にて43081票を集め、20位にランクイン[15]。

### 2012年
- 2月25日 - 誕生1周年記念イベントが佐野駅前交流広場・佐野商工会議所・佐野未来館の3会場にて開催される。[16]
- 4月2日 - ｢ふるさとさのまる応援団｣が発足する。
- 4月20日 - さのまるのデザインが商標登録される。
- 7月5日 - NHK教育テレビ｢大!天才てれびくん｣にてさのまる出演[17]。
- 8月11日 - 「さのまる音頭」の歌が初披露される。
- 8月27日 - 佐野ブランドキャラクターさのまる公式ブログ開設。
- 11月25日 - タウンページ協賛ゆるキャラ(R)グランプリ2012にて163258票を集め、4位にランクイン。上位に食い込んだ[18]。
- 11月30日 - 日本テレビ系列「ガチガセ」にてさのまる出演[19]。
- 12月3日 - さのまる公式テーマソングである｢さのまる音頭｣のCDを1000枚限定で販売。予約受付が開始される[20]。

### 2013年

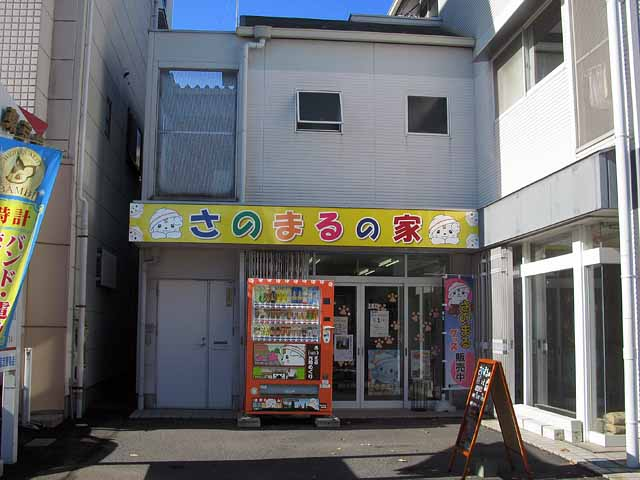
旧さのまるの家

- 1月28日・2月4日 - NHK総合「鶴瓶の家族に乾杯」の栃木県佐野市の回にて、前編・後編ともに出演。
- 2月25日 - 誕生2周年を迎え、前日である2月24日に記念イベントが旧佐野市役所本庁舎跡地（新庁舎建設予定地）にて開催される[21]。
- 4月1日 - 「さのまるに愛隊(あいたい)」が発足する。
- 5月27日 - 31日まで、 フジテレビ 「スーパーニュース」のお天気コーナー、オオタニ天気に週替わりゆるキャラとして出演[22]。
- 7月1日 - 「さのまる音頭」の振付が完成。お披露目される[23]。また、8月10日のさの秀郷まつりで市民に初お披露目された[24]。
- 8月31日 - さのまるをあしらったラッピングバスの出発式を佐野駅前で挙行。翌9月1日に定期運行を開始[25][26]。
- 9月1日 - 佐野駅前通り（栃木県道215号佐野停車場線）に3か月の期間限定で「さのまるの家」が仮オープン[25][27]。また、5日後の9月6日に正式にオープン[28]。ゆるキャラグランプリの選挙対策事務所も兼ねていた[29]。なお、当初11月29日までの予定だったがグランプリを受け一旦閉鎖した上で当面継続されることとなった[30]。
- 11月19日 - さのまるが主人公の絵本「さのまるのたいせつなたからもの」が発売される[31]。絵はキャラクターデザインである「あた。」が担当した[32]。
- 11月24日 - タウンページ協賛ゆるキャラ(R)グランプリ2013にて得票数120万4,255票を獲得してグランプリとなり、埼玉県羽生市で開催されたゆるキャラさみっとin羽生にて表彰を受けた[33][34]。
- 12月1日 - グランプリを祝し、佐野市文化会館大ホールにてファン感謝祭を開催[30]。
- 12月6日 - 佐野市役所南側の栃木県道67号桐生岩舟線沿道に「さのまるの家」が再オープン[30]。2014年度以降も継続予定。
- 12月23日 - ゆるキャラグランプリ凱旋パレードを開催。オープンカーに乗るさのまるを見るため、佐野厄除大師から佐野駅前までの約1キロに約3万人が集まった[35]。

### 2014年
- 2月1日 - ふっかちゃんが佐野市を訪問、さのまると共演した[36]。
- 2月5日 - テレビ朝日系列「くりぃむクイズ ミラクル9」にてさのまる出演[37]。
- 2月25日 - 誕生3周年を迎え、2月22日に記念イベントが佐野市運動公園内の市民体育館にて開催される。記念イベントではさのまるお誕生日会の他「白熱!ゆるキャラ大運動会」も同時に開催される[38]。記念イベント終了後はふるさとさのまる応援団のお茶会が催された[39]。
- 4月3日 - さのまるが全国のラーメンを知り尽くした「さのまるラーメン研究所」ラーメン博士という設定のバラエティ番組『ダイアモンド☆ユカイとユカイなラーメン研究所』（とちぎテレビ制作、5いっしょ3ちゃんねる同時ネット）が放送開始[40]。同年6月26日まで放送。
- 8月21日 - 地域のPR強化を目的にゆる党が結成され、その党首に就任した[41][42]。
- 11月27日 - バンダイナムコゲームスのご当地鉄道 〜ご当地キャラと日本全国の旅〜に、ご当地キャラのひとつとしてさのまるが起用される。

### 2015年
- 4月2日 - 前述の『ユカイなラーメン研究所』の続編となる、さのまるが全国の道の駅を知り尽くした「道の駅博士」という設定のバラエティ番組『ダイアモンド☆ユカイのダイスき!道の駅』（とちぎテレビ制作、5いっしょ3ちゃんねる各局でネット[43]）が放送開始[44]。同年6月まで放送。
- 12月7日 - さのまるに特別住民票が交付される[45]。

### 2016年
- 2月25日 - さのまるは誕生5周年を迎える。「さのまるの日」を同日に制定する[29]。

### 2017年
- 2月 - 第1回さのまるの日イベントが開催された[29]。
- 4月 - さのまる郷土愛デザインマークを策定する。

### 2018年
- 3月 - 島根県キャラクターしまねっことおともだち協定を締結する[29]。
- 4月 - 佐野駅前にさのまる像が設立され、お披露目される[29]。天明鋳物製の銅像である。

### 2021年
- 2月25日 - さのまるは誕生10周年を迎える[46][29]。10周年ロゴマークを策定する。

### 2023年
- 2月28日 - この日を以って「さのまるの家」を閉店する。
- 4月22日 - 下り線側の佐野サービスエリアに佐野駅前と同型の銅像が設置され、除幕式が挙行された[47]。
- 5月4日 - 「さのまるの家」が佐野市役所1階の「佐野市紹介スペース」にオープンする[48]。

## キャラクターソング
現在、3曲が作曲されている。
- (公式)さのまる音頭
  - 佐野市の佐野ブランド大使であるダイアモンド✡ユカイによるテーマソング[49][50]
- (公認)さのまるろっくんろーる[51]
- 会いに行くよ さのまる[52]

## さのまるの家

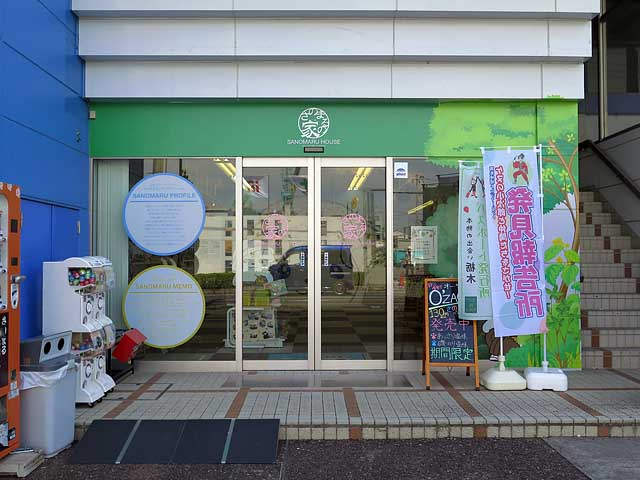
新さのまるの家

さのまるの家は2013年秋にまず佐野駅前に開設された。キャラクターグッズなどを販売していた他、イベントスペースとしても活用されていた。2014年4月に佐野市役所南側の貸店舗（佐野市高砂町2790）に移転。しかし、新型コロナウイルス感染拡大の影響を受けてイベントが開けなくなり、来場者が減少したため、2023年2月末で閉店し、同年5月以降をめどに市役所一階の市紹介スペースに移転することになった。ただし撮影スポットやイベントスペースとしてであり、グッズ類の売店としての機能はない。グッズ類の販売は惣宗寺（佐野厄除け大師）前に所在する佐野市観光物産会館の「さのまるコーナー」や、オンラインショップに移行された。

## 書籍
- 佐野市役所監修『佐野のさのまるましまし』 (2013年9月、長崎出版) ISBN 978-4-86095-573-1
- 『さのまるのたいせつなたからもの』 (2013年11月、ポプラ社) ISBN 978-4-591-13644-7